# Vångagylet (Jämshögs socken, Blekinge, 624312-141490)
Vångagylet är en sjö i Olofströms kommun i Blekinge och ingår i Skräbeåns huvudavrinningsområde.